# Diocèse de Tulsa
Le diocèse de Tulsa (en latin : dioecesis Tulsensis ; en anglais : diocese of Tulsa) est un diocèse catholique des États-Unis. Créé en 1972, il a son siège à la cathédrale de la Sainte-Famille, de Tulsa. Son évêque actuel est Mgr David Konderla.
Face aux diverses dénominations protestantes et aux autres religions, le catholicisme n'y représente qu'une toute petite minorité de la population (3,3%).

## Histoire

Blason du diocèse

Le 14 novembre 1930, le diocèse d'Oklahoma prend le nom de diocèse d'Oklahoma City et Tulsa. Pour autant, le siège effectif du diocèse et la cathédrale restent à Oklahoma City.
Le 13 décembre 1972, le pape Paul VI divise ce diocèse en deux : le diocèse d'Oklahoma City, élevé au rang d'archidiocèse métropolitain, garde la charge pastorale de l'Ouest de l'État, tandis que le nouveau siège de Tulsa prend en charge la partie Est.
Le bienheureux Stanley Rother (1935-1981), prêtre missionnaire et martyr, était un prêtre du diocèse de Tulsa.

## Territoire

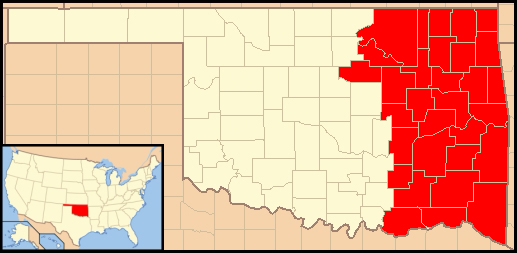
Carte du diocèse

Le diocèse de Tulsa couvre la partie orientale de l'État d'Oklahoma. Il correspond à 31 comtés : Adair, Atoka, Bryan, Cherokee, Choctaw, Coal, Craig, Creek, Delaware, Haskell, Hughes, Latimer, Le Flore, Mayes, McCurtain, McIntosh, Muskogee, Nowata, Okfuskee, Okmulgee, Osage, Ottawa, Pawnee, Payne, Pittsburg, Pushmataha, Rogers, Sequoyah, Tulsa, Wagoner, Washington.
Son siège est à Tulsa, dans le comté du même nom, dans la cathédrale de la Sainte-Famille.
Le diocèse appartient à la province ecclésiastique d'Oklahoma City, qui recouvre l'Oklahoma (archidiocèse d'Oklahoma City et diocèse de Tulsa) et l'Arkansas (diocèse de Little Rock).

## Statistiques
En 2014, le diocèse comptait 63.000 baptisés pour 1.778.000 habitants (3,5%), servis par	106 prêtres (dont 82 séculiers et 24 réguliers), 64 diacres permanents, 64 religieux et 55 religieuses dans 77 paroisses.